# Барроуз, Александр
Александр Барроуз (род. 11 апреля 1981, Pincourt, Квебек) — канадский хоккеист.

## Игровая карьера
В течение двух полных сезонов играл за команду «Манитоба Мус». Не являясь выбранным на драфте ни одном клубом НХЛ в 2005 году стал игроком «Ванкувер Кэнакс». за который отыграл почти 12 сезонов и в 2011 году дошёл до Финала Кубка Стэнли, где «Кэнакс» усиупили «Бостон Брюинз» со счётом в серии 4-3.
По ходу сезона 2015/17 был обменян в «Оттаву Сенаторз», где отыграл полтора сезона. завершив карьеру в возрасте 37 лет.
В составе сборной Канады играл на ЧМ-2012 и ЧМ-2014, на которых канадцы остались без медалей.

## Статистика
| Легенда | Легенда                    | Легенда | Легенда                   | Легенда | Легенда    |
| ------- | -------------------------- | ------- | ------------------------- | ------- | ---------- |
| И       | Количество проведённых игр | Штр     | Штрафное время            | +/−     | Плюс-минус |
| Г       | Голы                       | П       | Голевые передачи          | О       | Очки       |
| -       | Статистика неизвестна      | —       | Статистика не учитывалась |         |            |